# لوك مكشين
لوك مكشين (بالإنجليزية: Luke McShane)‏ هو لاعب كرة قدم بريطاني في مركز حراسة المرمى، ولد في 6 نوفمبر 1985 في بيتربرة في المملكة المتحدة. لعب مع إبسفليت يونايتد وكامبريدج يونايتد ونادي بيتربورو يونايتد ونادي كيترينغ تاون وهورنتشورتش.

## وصلات خارجية
- لوك مكشين على موقع قاعدة بيانات كرة القدم.إي يو (الإنجليزية)
- لوك مكشين على موقع Soccerbase.com (لاعب) (الإنجليزية)